# Ion Țăranu
Ion Țăranu, né le 14 mars 1938 et mort en 2005, est un lutteur roumain spécialiste de la lutte gréco-romaine. Il participe aux Jeux olympiques d'été de 1960, aux Jeux olympiques d'été de 1964 et aux Jeux olympiques d'été de 1968. En 1960, il remporte la médaille de bronze en combattant dans la catégorie des poids moyens (73-79 kg).

## Palmarès

### Jeux olympiques
- Jeux olympiques de 1960 à Rome,  Italie
  -  Médaille de bronze.